# Dichapetalum bocageanum
Dichapetalum bocageanum är en tvåhjärtbladig växtart som först beskrevs av Henr., och fick sitt nu gällande namn av Adolf Engler. Dichapetalum bocageanum ingår i släktet Dichapetalum och familjen Dichapetalaceae. Inga underarter finns listade i Catalogue of Life.